# Joaquín Cabrera
Joaquín Nicolás Cabrera (Marcos Juárez, Provincia de Córdoba, Argentina; 23 de mayo de 1991) es un futbolista argentino. Juega como marcador central y su primer equipo fue Unión de Santa Fe. Actualmente milita en Taurisano de la Eccellenza de Italia.

## Trayectoria
Su debut como profesional se produjo el 24 de noviembre de 2011, en la derrota de Unión 2-1 ante Chacarita por Copa Argentina. Ese día reemplazó en el entretiempo al lesionado Diego Barisone.
Jugó también en Trinidad de San Juan, Sarmiento de Resistencia (primero en el Argentino B y luego ya en el Federal A), Municipal Cañar de Ecuador, Juventud Unida de Río Cuarto, FC Francavilla de Italia, Toma Maglie de Italia, Insieme Formia de Italia y Real Forio de Italia.

## Clubes
- Actualizado al 13 de junio de 2021

| Club                          | Div.                | Temporada           | Liga | Liga | Copa Nacional | Copa Nacional | Copa Internacional | Copa Internacional | Total | Total |
| Club                          | Div.                | Temporada           | PJ   | G    | PJ            | G             | PJ                 | G                  | PJ    | G     |
| ----------------------------- | ------------------- | ------------------- | ---- | ---- | ------------- | ------------- | ------------------ | ------------------ | ----- | ----- |
| Unión Argentina               | 2.ª                 | 2010/11             | 0    | 0    | -             | -             | -                  | -                  | 0     | 0     |
| Unión Argentina               | 1.ª                 | 2011/12             | 0    | 0    | 1             | 0             | -                  | -                  | 1     | 0     |
| Unión Argentina               | Total               | Total               | 0    | 0    | 1             | 0             | -                  | -                  | 1     | 0     |
| Trinidad (SJ) Argentina       | 4.ª                 | 2012/13             | 16   | 0    | -             | -             | -                  | -                  | 16    | 0     |
| Trinidad (SJ) Argentina       | Total               | Total               | 16   | 0    | -             | -             | -                  | -                  | 16    | 0     |
| Sarmiento (R) Argentina       | 4.ª                 | 2013/14             | 7    | 0    | 1             | 0             | -                  | -                  | 8     | 0     |
| Sarmiento (R) Argentina       | 3.ª                 | 2016/17             | 1    | 0    | 0             | 0             | -                  | -                  | 1     | 0     |
| Sarmiento (R) Argentina       | Total               | Total               | 8    | 0    | 1             | 0             | -                  | -                  | 9     | 0     |
| Municipal Cañar · Ecuador     | 2.ª                 | 2014                | 12   | 1    | -             | -             | -                  | -                  | 12    | 1     |
| Municipal Cañar · Ecuador     | Total               | Total               | 12   | 1    | -             | -             | -                  | -                  | 12    | 1     |
| Juventud Unida (RC) Argentina | 4.ª                 | 2019                | 11   | 0    | -             | -             | -                  | -                  | 11    | 0     |
| Juventud Unida (RC) Argentina | Total               | Total               | 11   | 0    | -             | -             | -                  | -                  | 11    | 0     |
| FC Francavilla · Italia       | 4.ª                 | 2019/20             | 23   | 0    | 1             | 0             | -                  | -                  | 24    | 0     |
| FC Francavilla · Italia       | 4.ª                 | 2020/21             | 26   | 1    | 0             | 0             | -                  | -                  | 26    | 1     |
| FC Francavilla · Italia       | Total               | Total               | 49   | 1    | 1             | 0             | -                  | -                  | 50    | 1     |
| Toma Maglie · Italia          | 5.ª                 | 2021/22             | ?    | ?    | -             | -             | -                  | -                  | ?     | ?     |
| Toma Maglie · Italia          | Total               | Total               | ?    | ?    | -             | -             | -                  | -                  | ?     | ?     |
| Insieme Formia · Italia       | 5.ª                 | 2022/23             | ?    | ?    | -             | -             | -                  | -                  | ?     | ?     |
| Insieme Formia · Italia       | Total               | Total               | ?    | ?    | -             | -             | -                  | -                  | ?     | ?     |
| Real Forio · Italia           | 5.ª                 | 2023/24             | ?    | ?    | -             | -             | -                  | -                  | ?     | ?     |
| Real Forio · Italia           | 5.ª                 | 2024/25             | ?    | ?    | -             | -             | -                  | -                  | ?     | ?     |
| Real Forio · Italia           | Total               | Total               | ?    | ?    | -             | -             | -                  | -                  | ?     | ?     |
| Taurisano · Italia            | 5.ª                 | 2025/26             | ?    | ?    | -             | -             | -                  | -                  | ?     | ?     |
| Taurisano · Italia            | Total               | Total               | ?    | ?    | -             | -             | -                  | -                  | ?     | ?     |
| Total en su carrera           | Total en su carrera | Total en su carrera | 96   | 2    | 3             | 0             | -                  | -                  | 99    | 2     |

## Palmarés
| Título                     | Club              | País      | Año  |
| -------------------------- | ----------------- | --------- | ---- |
| Ascenso a Primera División | Unión de Santa Fe | Argentina | 2011 |